# Wisła Płock
Le Zakładowy Klub Sportowy (ZKS) Wisła Płock est un club polonais omnisports basé à Płock. Il compte une section de football et une section de handball. Les handballeurs sont champions de Pologne en titre tandis que les footballeurs jouent en première division polonaise.

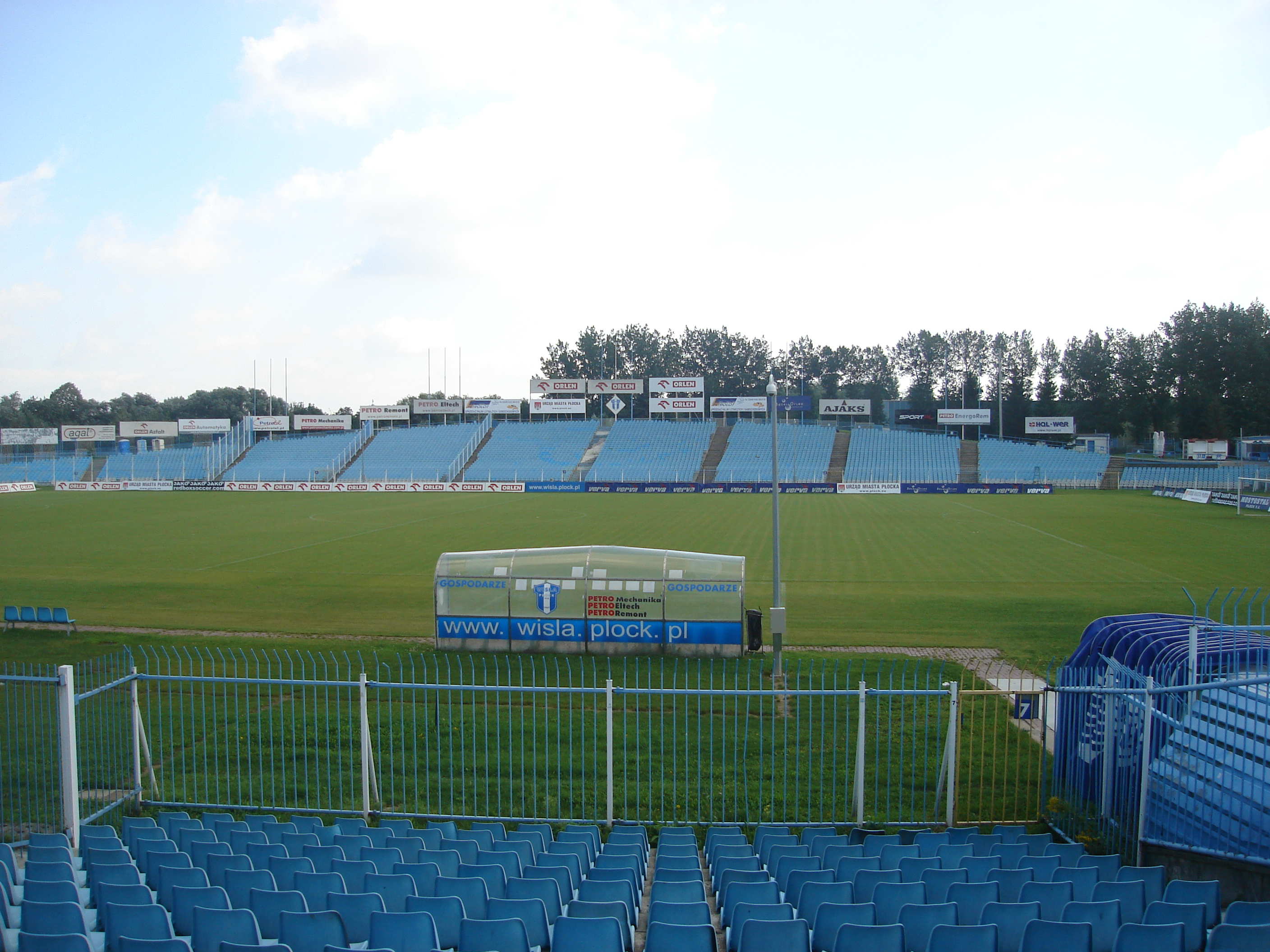
Stade du Kazimierz Górski

## Historique
- 1947 : fondation du club sous le nom de Elektryczność Płock
- 1950 : le club est renommé ZS Ogniwo Płock
- 1955 : le club est renommé ZS Sparta Płock
- 1955 : le club est renommé PKS Wisła Płock
- 1963 : le club est renommé ZKS Wisła Płock
- 1992 : le club est renommé ZKS Petrochemia Płock
- 1999 : le club est renommé ZKS Petro Płock
- 2000 : le club est renommé ZKS Orlen Płock
- 2002 : le club est renommé ZKS Wisła Płock
- 2003 : 1re participation à une Coupe d'Europe (C3, saison 2003/04)

## Section football

### Bilan sportif

#### Palmarès
- Coupe de Pologne :
  - Vainqueur : 2006
  - Finaliste : 2003
- Supercoupe de Pologne :
  - Vainqueur : 2006

#### Bilan européen
Note : dans les résultats ci-dessous, le score du club est toujours donné en premier
| Saison    | Compétition | Tour              | Club                 | Domicile | Extérieur | Total  |
| --------- | ----------- | ----------------- | -------------------- | -------- | --------- | ------ |
| 2003-2004 | Coupe UEFA  | Tour préliminaire | FK Ventspils         | 2 - 2    | 1 - 1     | 3 - 3E |
| 2005-2006 | Coupe UEFA  | Deuxième tour Q   | Grasshoppers Zurich  | 3 - 2    | 0 - 1     | 3 - 3E |
| 2006-2007 | Coupe UEFA  | Deuxième tour Q   | Tchornomorets Odessa | 1 - 1    | 0 - 0     | 1 - 1E |

Légende
- Victoire ou qualification pour le tour suivant
- Match nul
- Défaite ou élimination de la compétition

## Section handball
- Championnat de Pologne masculin de handball (7) : 1995, 2002, 2004, 2005, 2006, 2008, 2011
- Coupe de Pologne masculine de handball (10) : 1992, 1995, 1996, 1997, 1998, 1999, 2001, 2005, 2007, 2008